# Michael Walzer
Michael Walzer (n. 3 martie 1935, New York City, New York, SUA) este un filozof politic, eseist și publicist american, evreu, profesor emerit la Institute for Advanced Study din Princeton, New Jersey, co-redactor al revistei Dissent și redactor la revista The New Republic.
Reprezentant, între altele, al curentului comunitarianist, Walzer a scris despre o largă varietate de teme, mai ales de etică politică, despre războaie drepte și nedrepte, naționalism, etnicitate, sionism, dreptate economică, critică socială, egalitate, radicalism, toleranță, obligații politice.
Walzer este autorul a 27 cărți și peste 300 de articole, eseuri și recenzii în publicațiile Dissent, New Republic, New York Review of Books, New Yorker, New York Times, Harper's, precum și în jurnale de filozofie și științe sociale. În perioada 1962 - 1966, Michael Walzer a predat la Princeton University iar în perioada 1966 - 1980, a predat la Harvard University.  
Traduceri în limba română:
1. Michael Walzer, "Exod și Revoluție", Editura Tact, Cluj, 2011, trad. de Claudiu Veres
2. Michael Walzer, "Revoluția sfinților. Un studiu despre originea politicii radicale", Editura Tact, Cluj, 2013, trad. de Ciprian Siulea